# Ciliats
Els ciliats o ciliòfors (Ciliata o Ciliophora) constitueixen un fílum del regne dels cromalveolats o dels protists, segons es classifiqui. Els ciliats són un dels grups més importants d'eucariotes unicel·lulars, presents en quasi tots els llocs en els quals hi ha aigua: llacs, bassals, oceans i al sòl. Poden ser mòbils o sèssils i la majoria s'alimenta d'organismes petits (bacteris, o algues unicel·lulars) o de detritus, mentre que molts altres són ectosimbionts o endosimbionts, i alguns són paràsits obligats o oportunistes. Tendeixen a ser protozous grans, alguns assoleixen fins als 2 mil·límetres de longitud, i tenen una estructura complexa i organitzada. El nom científic dels ciliats és: paramoecium.

## Característiques
Presenten formes unicel·lulars, relativament grosses, amb una estructura interna complexa. Tenen tres trets que els defineixen:
- La superfície és coberta de cilis alineats regularment, amb els quals es mouen de forma activa i veloç.
- Tenen dos nuclis, el macronucli i el micronucli, aquest últim reservat per a la reproducció sexual, que realitzen esporàdicament.
- La majoria duu a terme la fagocitosi mitjançant la qual, s'alimenten a través d'una zona especialitzada, enfonsada, anomenada citostoma o boca cel·lular.

La majoria dels ciliats tenen un o més vacúols contràctils prominents que recullen i expulsen l'aigua de la cèl·lula per mantenir la pressió osmòtica i una certa funció per mantenir l'equilibri iònic. Aquests tenen sovint forma d'estrella de la qual surten els conductes radials.
Altres components distintius són els alvèols, petites vesícules adherides interiorment a la membrana cel·lular que mantenen la forma de la cèl·lula, que varia des de flexible i contràctil a rígida. Generalment també tenen mitocondris i nombrosos extrusomes.

### Cilis

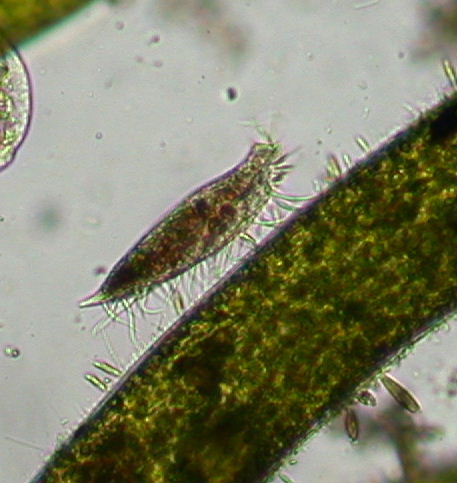
Stylonychia mostrant els cilis que cobreixen només un costat del seu cos.

Els cilis recobreixen tota la cèl·lula en files longitudinals encara que en alguns grups només n'hi ha en una regió limitada del cos cel·lular, al voltant del citosoma. En alguns casos els cilis apareixen agrupats en metxes anomenades cirris. Serveixen per una gran varietat de funcions entre les quals hi ha el moviment, arrossegar, adherència, alimentació i sensació. El moviment dels cilis està coordinat amb precisió i ressembla a les ones del vent en un camp de blat.
El sistema infraciliar és una organització única dels ciliats implicada en la coordinació dels cilis. Inclou els cossos basals o cinetosomes i diverses fibril·les i microtúbuls denominats cinetodesmes. Els cilis, normalment s'organitzen en monocinèties o dicinèties, que inclouen respectivament un o dos cinetosomes, cada un suportant un cili. Aquests generalment s'organitzen en files, denominades cinèties que corren des de la part anterior a la posterior de la cèl·lula. Altres s'organitzen en policinèties, grups de diversos cilis junt amb les seves estructures associades. S'utilitzen per a la classificació dels diferents grups.

### Citostoma i alimentació

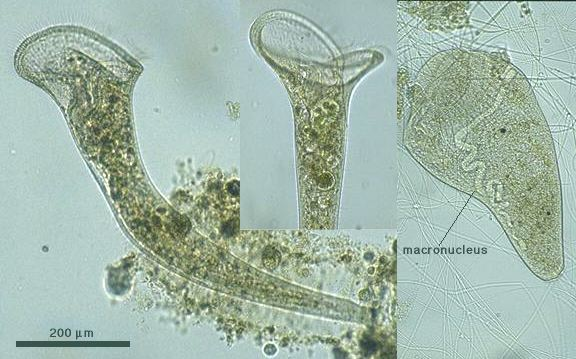
Stentor roeseli

S'alimenten fagocitant partícules, cosa que realitzen quasi sempre des del fons d'una cavitat anomenada citostoma, situada quasi sempre en una depressió anomenada vestíbul, que apareix coberta de cilis especialitzats. Normalment inclouen una sèrie de membraneles a l'esquerra de la boca i una membrana paroral a la dreta, que sorgeixen de policinèties. Alguns ciliats tenen el citostoma poc diferenciat, o n'estan mancats, fagocitant en tot cas només per una part determinada de la seva superfície. En el grup dels suctors fagociten pels extrems de múltiples tentacles.
Eliminen els residus no digerits en els vacúols digestius per exocitosi, amb freqüència també a través d'una regió especialitzada, anomenada en aquest cas citoproct, que significa «anus cel·lular».

## Reproducció
Cada cèl·lula duu normalment un micronucli diploide i un macronucli poliploide. Els macronuclis no es divideixen mai sinó que es diferencien a partir de la divisió del micronucli, que pot ocórrer en qualsevol moment del cicle cel·lular. La forma habitual de multiplicar-se és per reproducció asexual, que realitzen per mitosi seguida de bipartició.
El macronucli és generat a partir del micronucli en un procés d'amplificació i edició del genoma. El macronucli es divideix per amitosi mentre que el mecanisme de segregació dels cromosomes és desconegut. Aquest mecanisme no és perfecte, ja que després d'unes dos-cents generacions la cèl·lula mostra signes d'envelliment. Periòdicament, el macronucli s'ha de regenerar a partir del micronucli. En la majoria dels casos això transcorre durant la reproducció sexual.
La reproducció sexual, quan existeix, es fa per conjugació, en la qual es fusionen dues cèl·lules després que els seus micronuclis, originalment diploides s'hagin reduït per mitjà de meiosi a dos nuclis haploides, anomenats gamètics. Cada cèl·lula contribueix amb l'altra donant-li un dels dos nuclis gamètics, que es fusionen amb el resident, inaixí es formenaixí en cada una de les dues cèl·lules un nucli zigòtic, diploide.

## Mode de vida

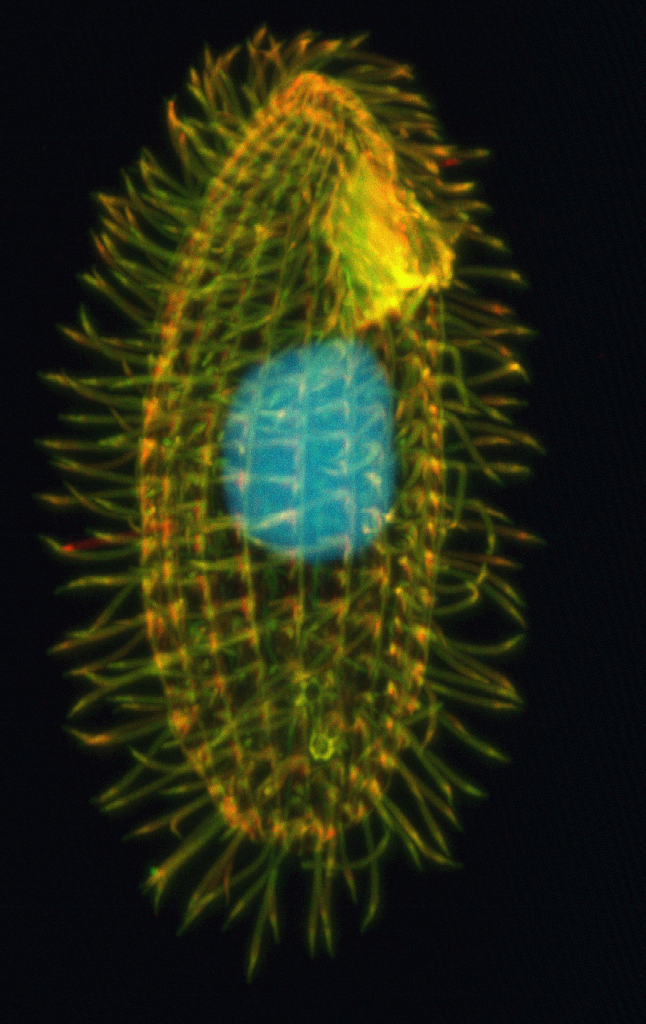
Tetrahymena thermophila

Estan representats en tota classe d'hàbitats aquàtics, però són habitants sobretot de les aigües dolces i dels sòls, amb algun grup notable però aïllat de formes marines. Molts suporten bé la contaminació i prosperen en els col·lectors i plantes de tractament d'aigües residuals. S'alimenten fagocitant partícules orgàniques i sobretot bacteris i altres microorganismes, a vegades quasi tan grossos com ells mateixos. Existeixen també formes paràsites i alguns aprofiten la fotosíntesi d'algues capturades, com ocorre amb el Paramecium viride, que manté les algues verdes unicel·lulars en el seu interior durant molt de temps abans de digerir-les.
Cert nombre de ciliats, com els del gènere Vorticella, presenten un hàbit sèssil, romanent fixats al substrat mentre el moviment dels seus cilis fa circular l'aigua cap al seu citostoma.

## Organismes model
Diversos ciliats són importants en la investigació de problemes biològics, i són cultivats i distribuïts regularment per al seu ús als laboratoris. Destaquen diverses espècies de Tetrahymena, com la T. pyriformis o la T. thermophila.

## Relacions filogenètiques

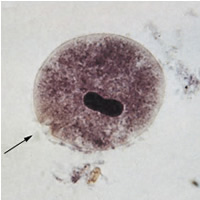
Un trofozooide de Balantidium coli

Els ciliats es troben inclosos entre els alveolats, al costat del clade dels dinoflagel·lats i els apicomplexes.
No tenen parentesc específic amb els opalinins, tot i que aquestes formes unicel·lulars s'hi assemblen superficialment pel seu recobriment de flagels curts.